# Список систем керування пакунками
Це список систем керування пакетами.

## Бінарні

### Linux
- dpkg, використовувався переважно в Debian а зараз і в інших системах на зразок Ubuntu, використовує формат .deb і перша система що мала інструмент для встановлення залежностей (APT).
- RPM створений в Red Hat, і зараз використовується багатьма іншими дистрибутивами Linux. RPM — формат пакетів Linux Standard Base і на його основі створено багато додаткових інструментів, включно з apt4rpm; up2date від Red Hat; urpmi в Mandriva; ZYpp в openSUSE; poldek в PLD Linux; та YUM, який використовується в Fedora, Red Hat Enterprise Linux 5, та Yellow Dog Linux.
- Pacman для Arch Linux, Frugalware та DeLi Linux використовує попередньо відкомпільовані бінарні файли що поширюються в стисненому архіві Tar.
- Smart Package Manager, використовується в CCux Linux
- Steam — комерційний менеджер пакетів що використовується переважно для ігор

### Microsoft Windows
- Windows Installer, нативний метод встановлення та видалення програм
- Cygwin — вільний набір програмного забезпечення для ОС Windows який надає багато інструментів GNU/Linux та систему інсталяції з менеджером пакетів.
- Npackd (раніше Windows Package Manager)[1] — менеджер пакетів для Windows написаний в C++ та випущений під ліцензією Apache License 2.0
- Steam — комерційний менеджер пакетів що використовується переважно для ігор
- NuGet — менеджер пакетів з відкритим кодом для .NET Framework
- Chocolatey [Архівовано 9 липня 2013 у Wayback Machine.] — менеджер пакетів для Windows з відкритим кодом в дусі apt-get
- NSIS — Nullsoft Scriptable Install System

## Менеджери пакунків прикладних програм
- Assembly — частково відкомпільована бібліотека коду для використання в Common Language Infrastructure (CLI)
- Cabal — бібліотека і менеджер пакунків для Haskell
- Composer — менеджер залежностей для PHP
- conda - менеджер пакунків дистрибутиву Python Anaconda
- CPAN — бібліотека програм та менеджер пакетів для Perl
- CRAN — бібліотека програм та менеджер пакетів для R
- CTAN — менеджер пакетів для TeX
- EasyInstall — менеджер пакетів для Python використовує Python eggs
- package.el — менеджер пакетів для Emacs
- Gradle — білд-система та менеджер пакетів для Groovy та інших мов JVM
- Ivy — менеджер пакетів для Java, інтегрований в Ant build tool
- LuaRocks — бібліотека і менеджер програм для Lua
- Maven — менеджер пакетів та build tool для Java
- npm — менеджер пакетів для Node.js
- NuGet — менеджер пакетів для .NET Framework
- OPAM — менеджер пакетів для OCaml
- PAR::Repository та Perl package manager — менеджери бінарних пакетів для Perl
- PEAR — бібліотека PHP
- PyPI — бібліотека пакетів Python.
- Quicklisp — менеджер пакетів і репозиторій для Common Lisp
- RubyGems — бібліотека програм Ruby
- sbt — менеджер пакетів та build tool для Scala
- leiningen — a project automation tool for Clojure